# Hôpital Saint-Louis
Pour les articles homonymes, voir Saint-Louis.
Pour un autre hôpital, voir Hôpital Français Saint Louis.
L’hôpital Saint-Louis est un hôpital de l’Assistance publique - Hôpitaux de Paris (AP-HP) situé dans le 10e arrondissement de Paris, au nord de la rue Bichat, 1, avenue Claude-Vellefaux (anciennement rue Claude-Vellefaux).
Créé par Henri IV pour désengorger l’Hôtel-Dieu lors de l’épidémie de peste à Paris en 1605-1606, il lui donna le nom de Saint-Louis en souvenir de son aïeul Louis IX, mort de dysenterie devant Tunis en 1270.
Aujourd’hui, l’hôpital Saint-Louis utilise ses locaux historiques (qui sont en partie classés et en partie inscrits monument historique) pour les activités administratives, et est équipé depuis les années 1980 d’un nouvel ensemble immobilier moderne où s’effectuent ses missions hospitalières et universitaires de centre hospitalier universitaire (CHU). Ses spécialités majeures sont la dermatologie, l’hématologie ainsi que la cancérologie. Il emploie 2 500 personnes, dont un millier pour le personnel médical. Il abrite l'institut de recherche sur la peau de l'INSERM et la Fondation René-Touraine.
La porte sud-ouest de l’hôpital (située au croisement de la rue Bichat et de l’avenue Richerand) est connue du grand public comme étant l'entrée du commissariat dans la série télévisée policière Navarro.
Ce site est desservi par les stations de métro Goncourt, République, Jacques Bonsergent et Colonel Fabien.

## Historique

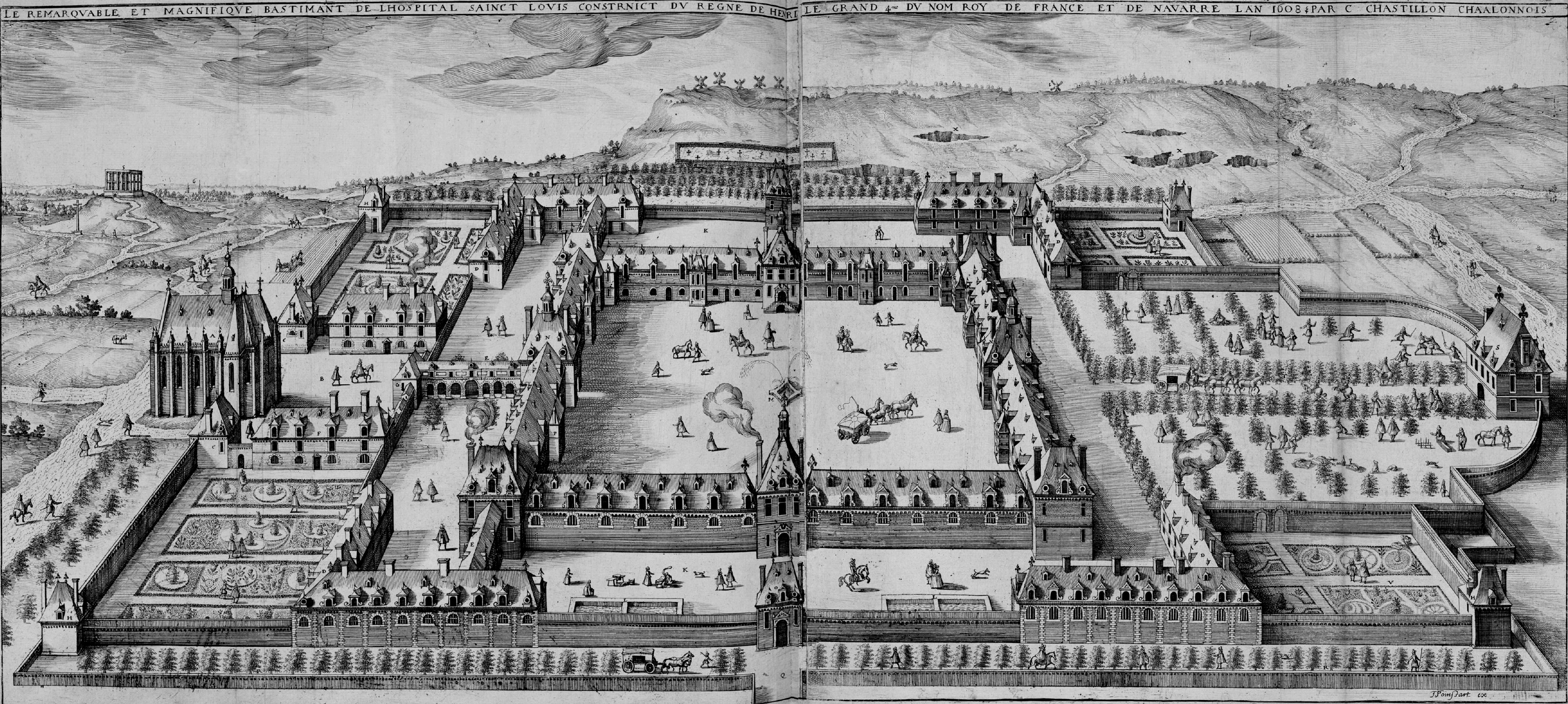
Hôpital Saint-Louis en 1608 par Claude Chastillon.

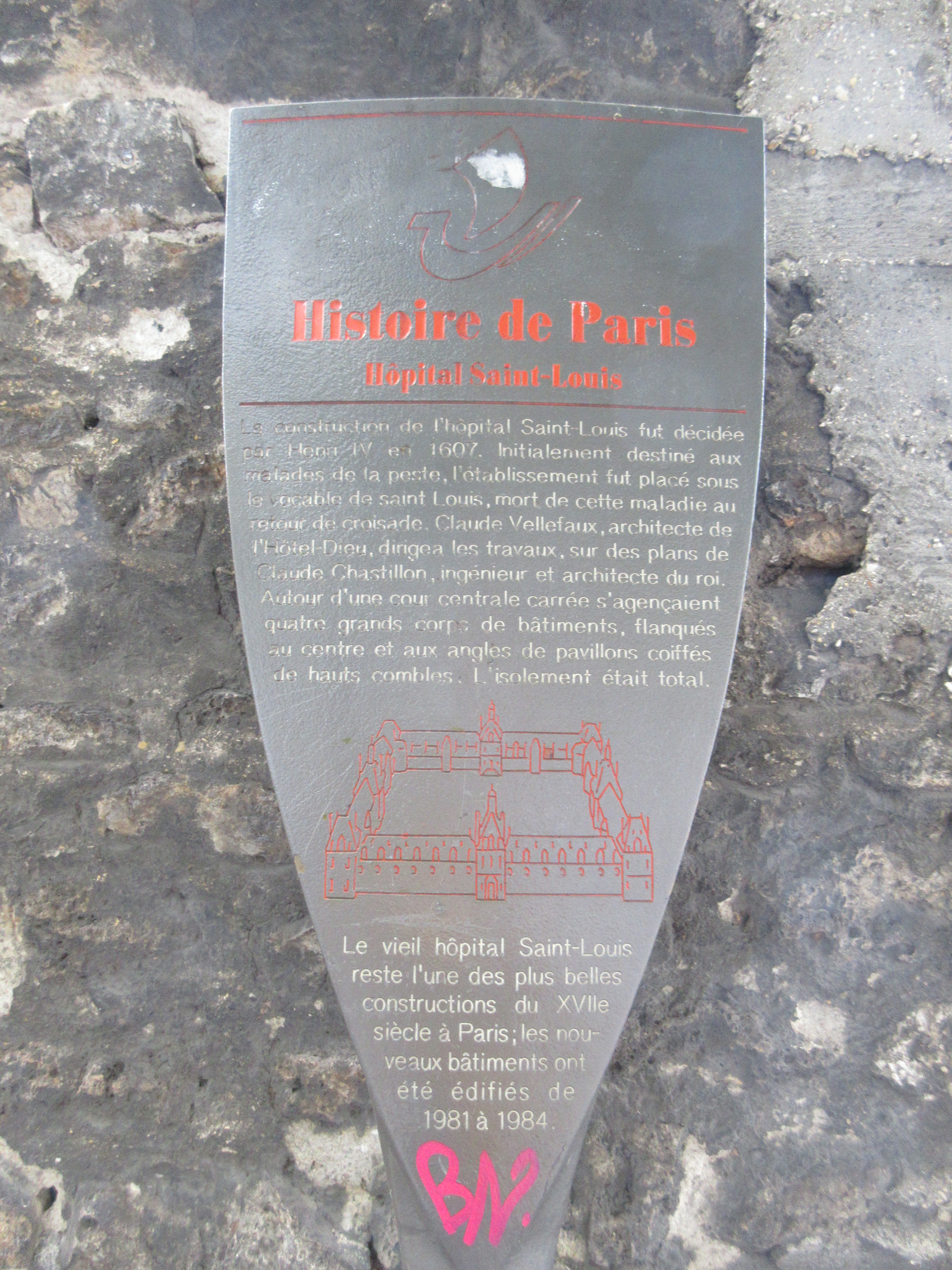
Panneau Histoire de Paris
« Hôpital Saint-Louis ».

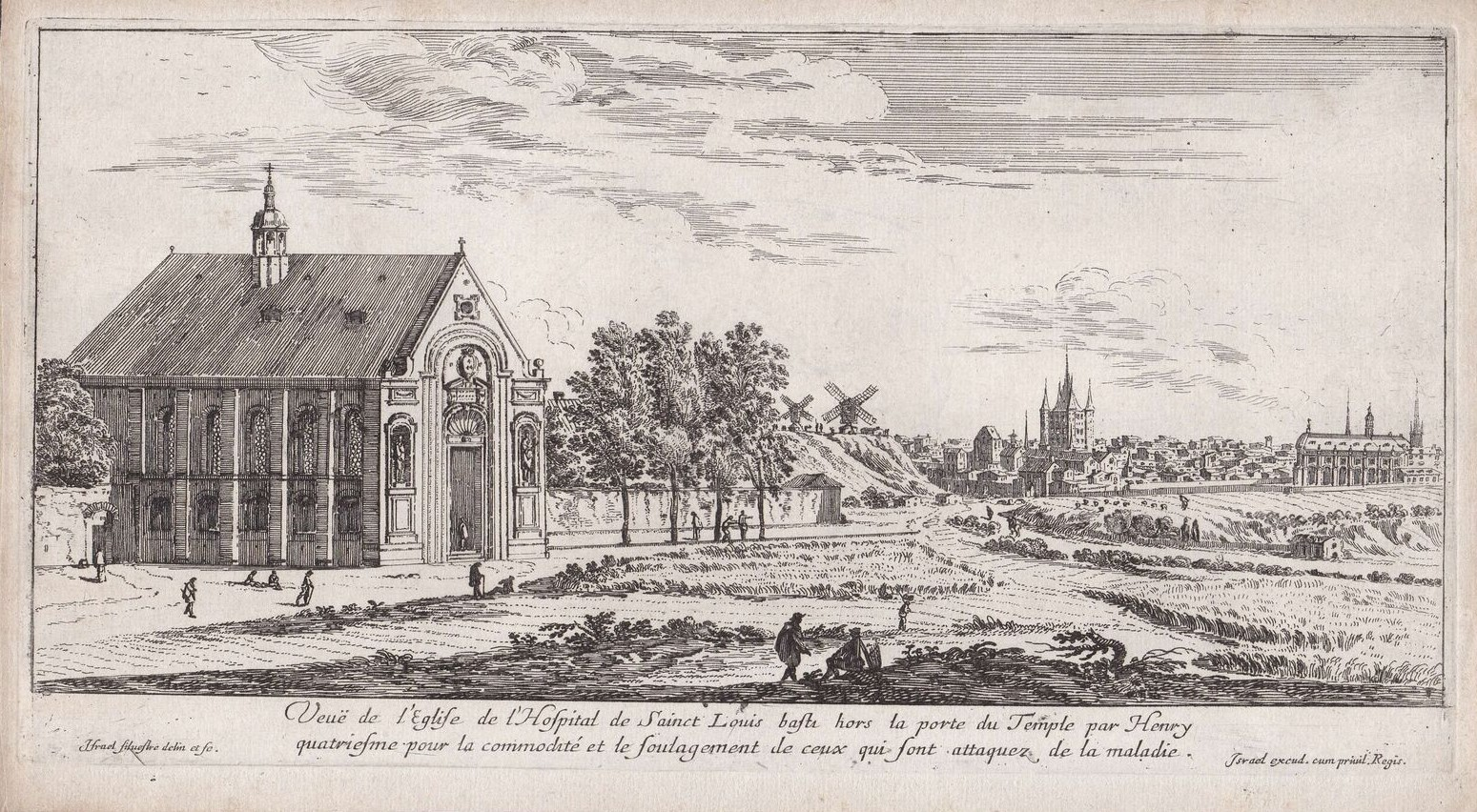
L'hôpital Saint-Louis avec, au loin, la porte et la tour du Temple, par Israël Silvestre - ca. 1650

L’hôpital Saint-Louis est édifié au début du XVIIe siècle sur décision de Henri IV, qui signe le 17 mai 1607 l’édit fondant cet hôpital, à la suite des graves épidémies de 1562, 1596 et 1606.
Il s’agit initialement d'un hôpital intermittent, utilisé en période d’épidémie, pour mettre en quarantaine les malades contagieux de Paris. Il est ainsi installé en dehors des murs, au-delà de la porte du Temple, au milieu de champs, entre la rue du Carême-Prenant et les chemins de Saint-Maur, de Meaux et de Belleville comme le montre le plan de Turgot. L’hôpital est construit à proximité du premier emplacement du gibet de Montfaucon, visible sur la gravure de Claude Chastillon.
La construction, assez rapide, s’effectue d’après les plans de Claude Vellefaux (certains évoquent Claude Chastillon), avec une chapelle pour première construction. Le vendredi 13 juillet 1607, le roi en pose la première pierre et l'entrepreneur Antoine Le Mercier organise les travaux.

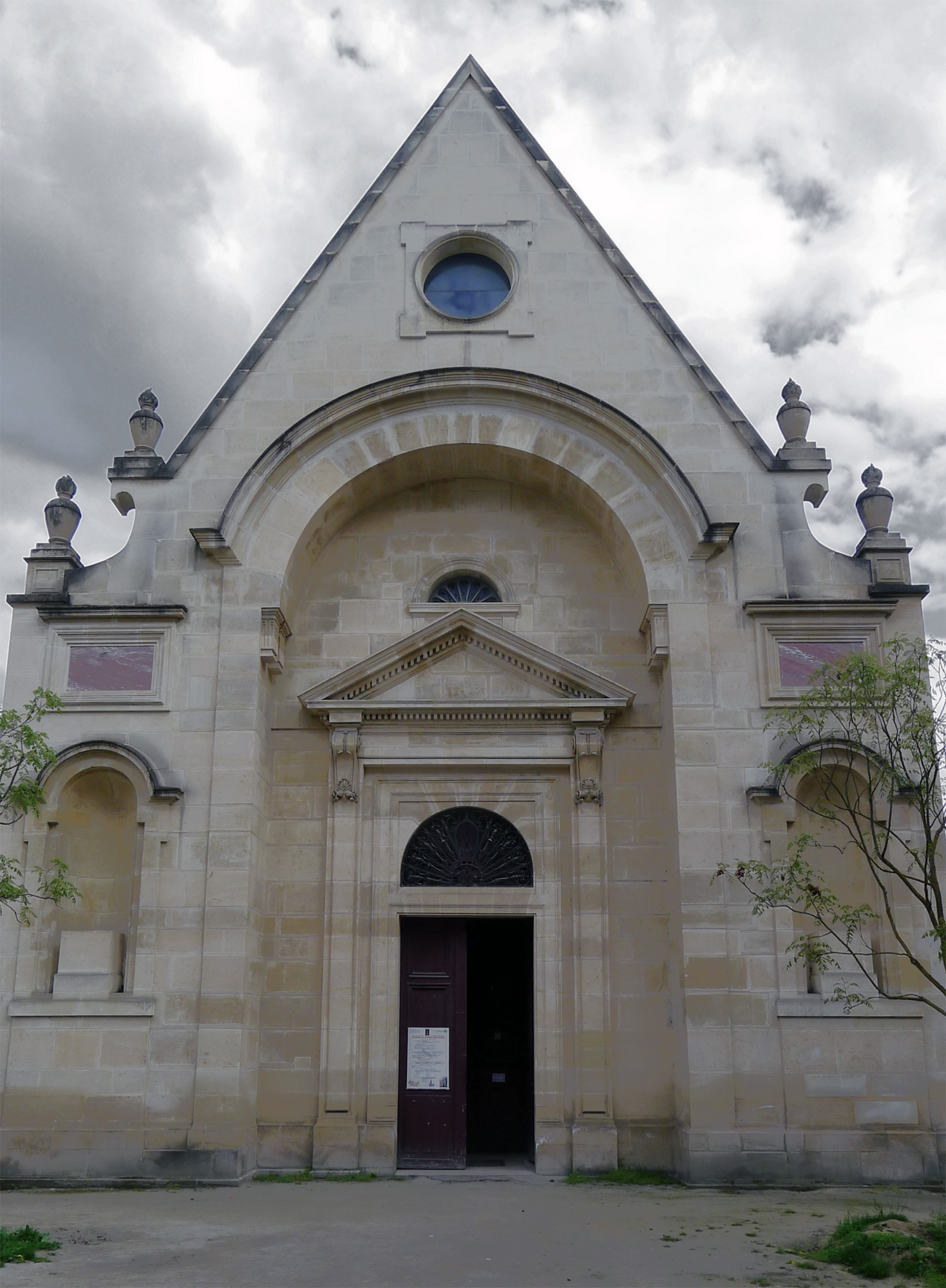
L’entrée de la chapelle par la rue de la Grange aux Belles.
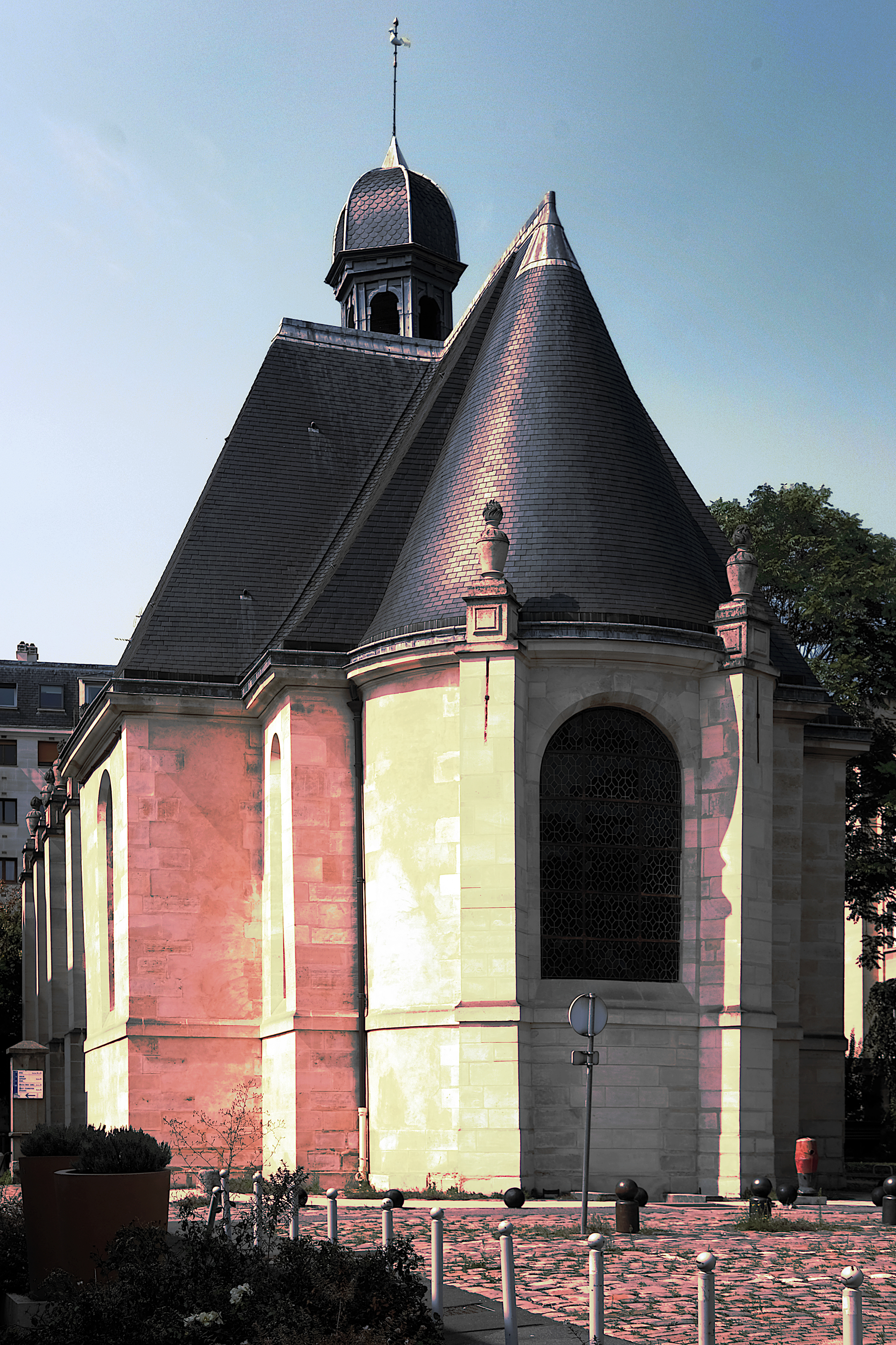
Vue du nord.
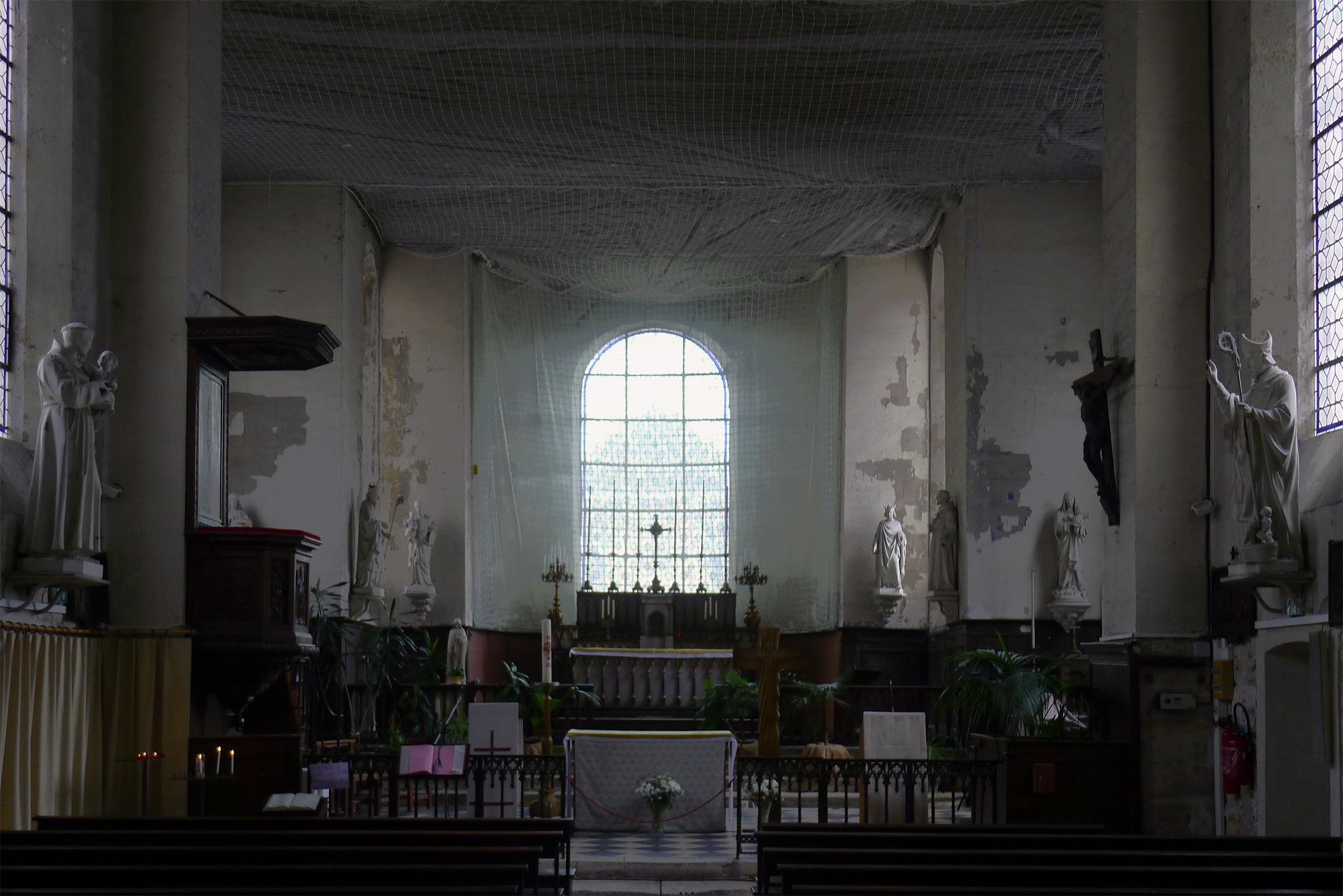
L'intérieur de la chapelle.
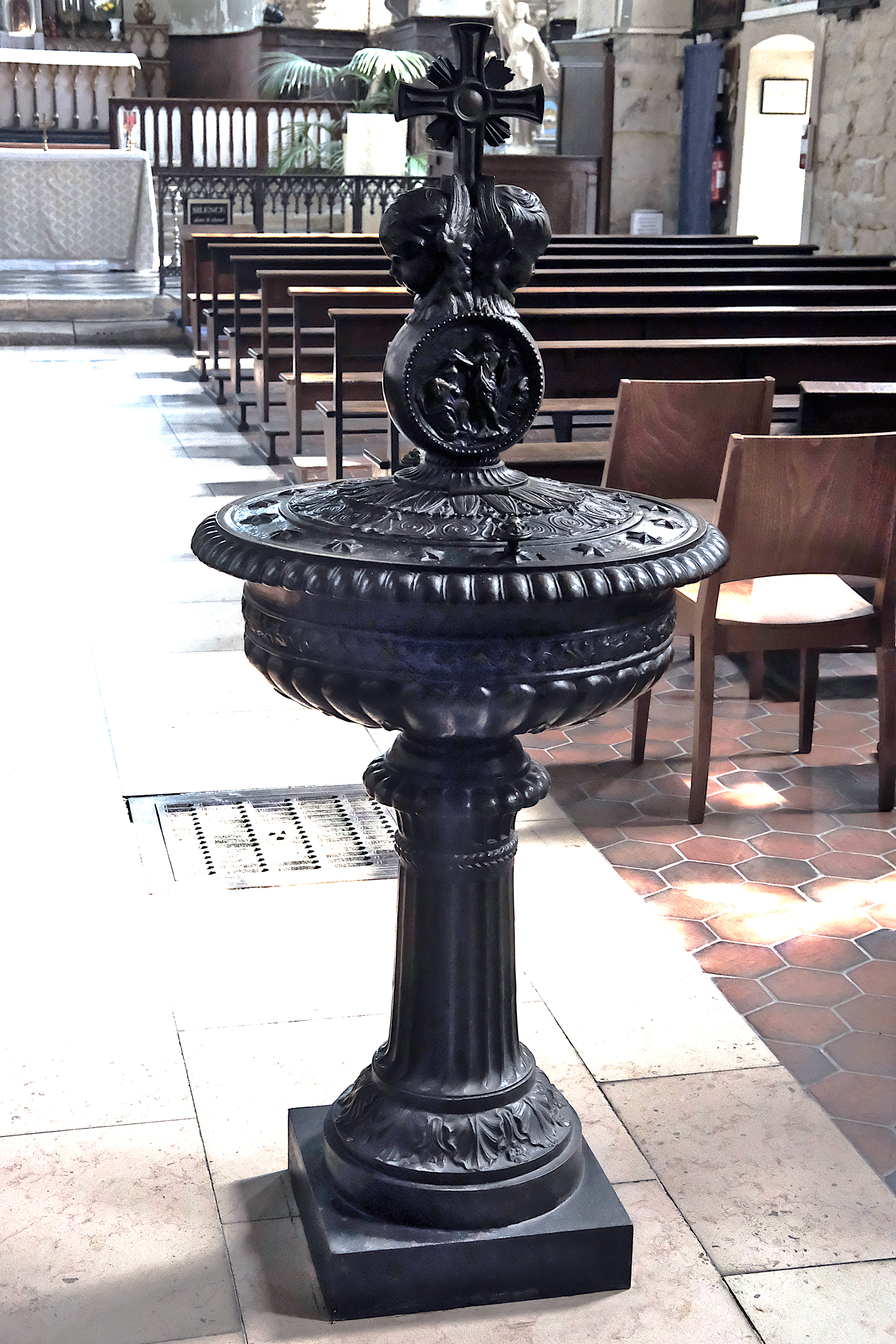
Fonts baptismaux.

La messe mortuaire du roi Henri IV assassiné par François Ravaillac le 14 mai 1610 y est la première célébrée, probablement sur une musique de la Missa pro defunctis d’Eustache Du Caurroy (1549-1609). La construction de l’ensemble de l’hôpital est terminée en 1612.
À l’origine appelé « Maison de la Santé », l’hôpital a pris le nom de Saint-Louis en souvenir du roi Louis IX, qui mourut d’une épidémie dite de peste (et en réalité de dysenterie) sous les remparts de Tunis, en 1270, à la fin de la huitième croisade (organisée par Louis IX). Les premiers malades arrivent en 1616 et l’hôpital reste ouvert pendant trente ans.
Les premières périodes où l’hôpital a été en service furent :
- 1616 à 1636 sans discontinuer (épidémies) ;
- 1651, pendant la Fronde ;
- 1670 à 1671 (épidémie dite de scorbut) ;
- 1709 à 1710 (idem) ;
- 1729 à 1730 (idem) ;
- de 1731 à 1740 : les locaux de l’hôpital servirent de grenier à blé ;
- en 1749, on y enferme les mendiants et vagabonds de Paris ;
- de 1754 à 1767 pour désengorger l’Hôtel-Dieu en plein centre de Paris sur l'île de la Cité ;
- à partir de 1773 à la suite de l’incendie de l’Hôtel-Dieu de 1772. L’hôpital Saint-Louis ne fermera plus à partir de cette date, devenant un hôpital permanent.

L'hôpital a joué un rôle significatif dans le développement de la dermatologie au XIXe siècle. Il abrite toujours le musée des Moulages sur ce thème, créé en 1855.
- Rebaptisé « hospice du Nord » sous la Révolution française, l'hôpital est consacré à la prise en charge des maladies de peau par arrêté du Conseil général des hospices du 27 novembre 1801[2].
- Jean-Louis Alibert y est nommé médecin adjoint. Il fonde à l'hôpital Saint-Louis la première école de dermatologie du monde.
- En 1818, des essais d'éclairage urbain à gaz hydrogène carburé sont effectués dans l'enceinte de l'hôpital.
- En 1879 s'installe la chaire de clinique des maladies cutanées et syphilitiques de la faculté de médecine de Paris confié à Jean-Alfred Fournier, auquel succèdent Gaucher (1902) Jeanselme (1918), Gougerot (1928) et Degos (1951).
- En 1889, s'y crée la Société française de dermatologie.

Au XXe siècle, l'hôpital Saint-Louis accueille des spécialités chirurgicales et hématologiques. Durant cette période, il bénéficie de multiples protections au titre des monuments historiques : le pavillon Gabrielle, le pavillon Bazin, la pharmacie et la cuisine actuelle sont inscrits le 28 juillet 1937, divers bâtiments, en particulier ceux entourant la cour centrale, sont classés le 21 décembre 1982, la chapelle est classée le 25 juin 1993, le bâtiment du musée de dermatologie est inscrit le 12 novembre 1997, le puits est inscrit le 27 mai 2003 et le réservoir dépendant des eaux de Belleville est classé le 6 février 2006.
En juin 2012, le centre des grands brûlés de Paris déménage à l'hôpital Saint-Louis dans le cadre d'une initiative de l'Assistance publique Hôpitaux de Paris et de Maurice Mimoun. Le but était de centraliser les services de traitement des brûlés qui étaient auparavant répartis entre l'hôpital Cochin et l'hôpital Saint-Antoine.

## L’architecture de l’hôpital ancien
L’architecte Claude Chastillon, à qui on doit la place des Vosges à Paris, conçoit l’organisation du projet de l’hôpital, les plans et les élévations. Claude Vellefaux, quant à lui, en dirige le chantier.
L’architecture de l’ancien hôpital Saint-Louis en fait comme une petite place des Vosges, construite à la même époque. Une cour carrée de 120 mètres de côté, entourée, comme un cloître, de bâtiments aux façades de brique et de calcaire, occupe une surface initiale d'un hectare et demie environ avec le carré central entouré de jardins à usage de promenade pour les patients. Des escaliers en bois permettaient d'accéder à l'étage où se situaient les quatre grandes salles des malades de 120 m de long pour 8 de large, pouvant accueillir 200 patients, soit un total de 800 malades avec deux salles pour les hommes (salles Saint-Louis et Saint-Jean) et deux pour les femmes (salles Saint-Augustin et Sainte-Marthe), mais après l'incendie de l'hôtel Dieu en 1773, il y eut jusqu'à 3 600 patients).

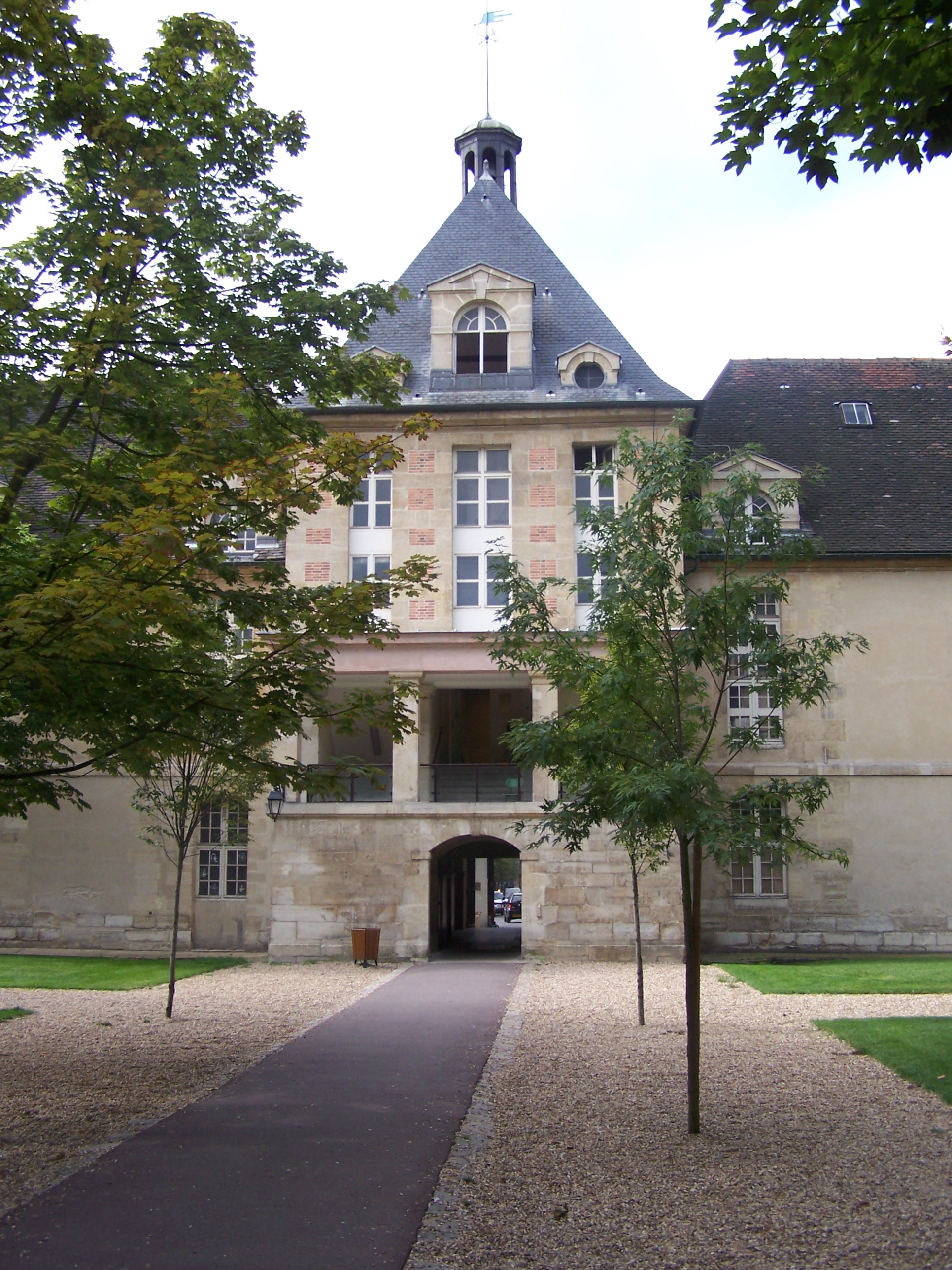
Une des quatre portes de la cour carrée.
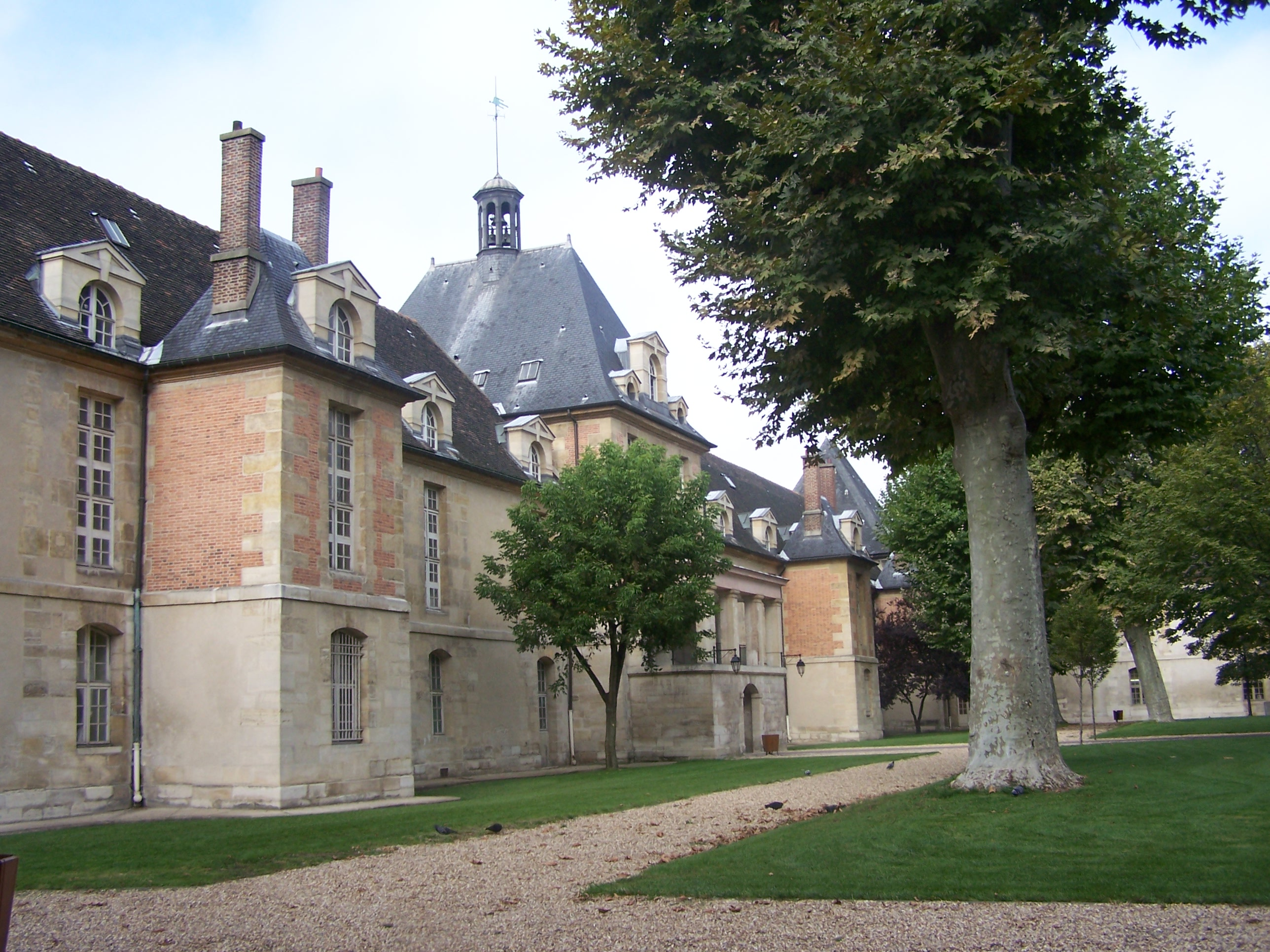
Une des quatre portes de la cour carrée.
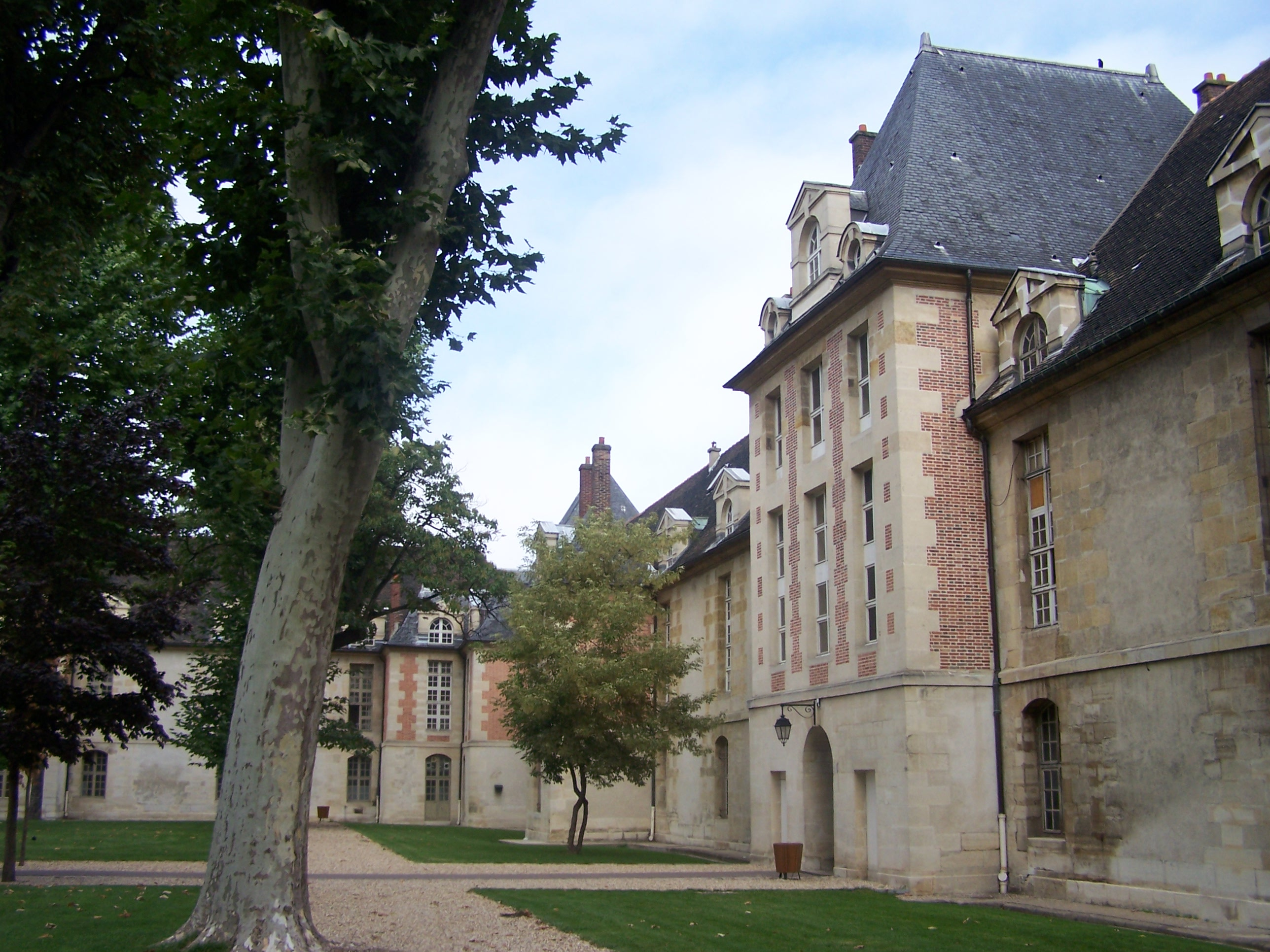
Une des quatre portes de la cour carrée.
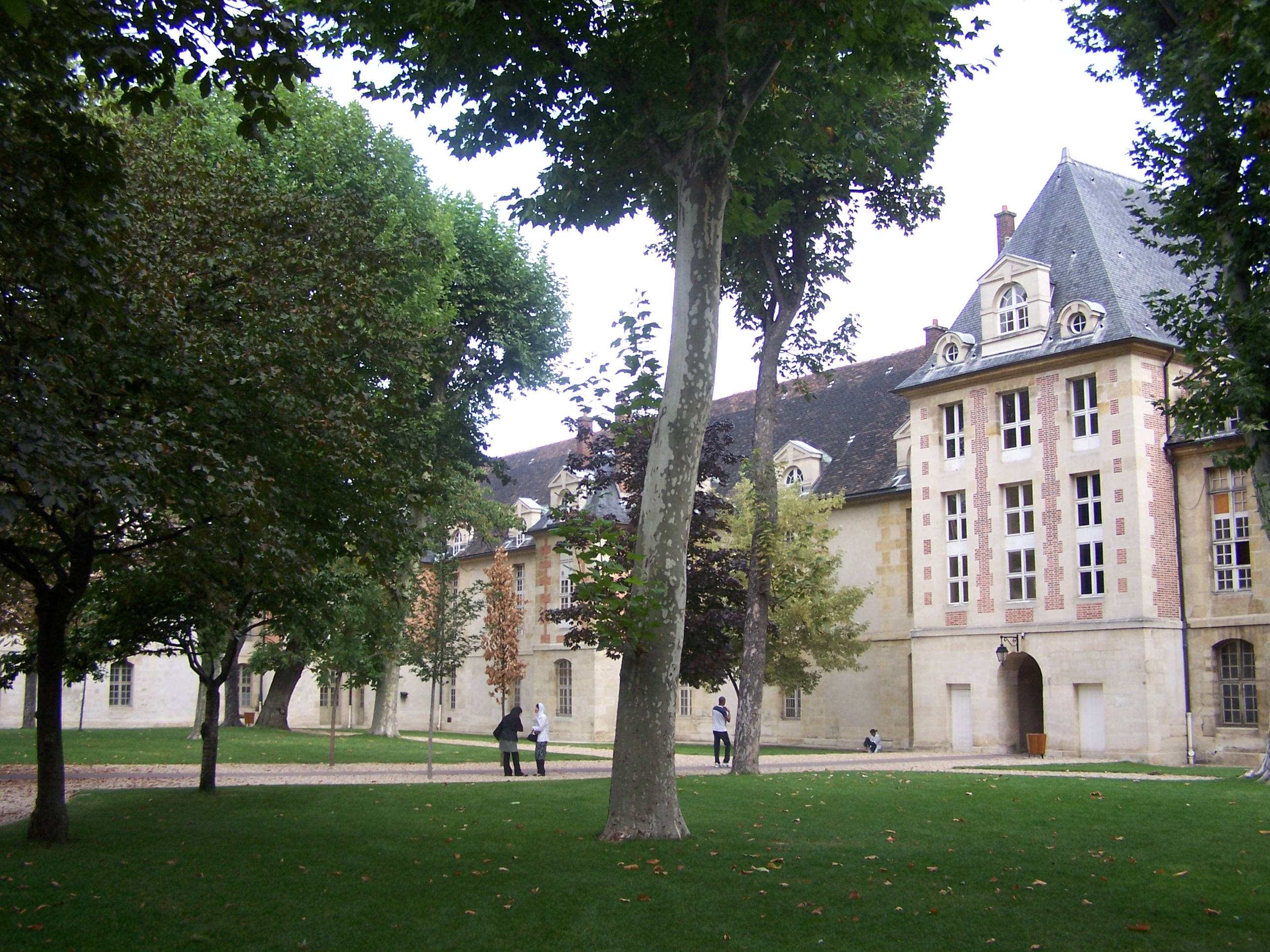
Une des quatre portes de la cour carrée.

Les salles du rez-de-chaussée sans fondation et reposant sur un terrain initialement marécageux étaient réservées au stockage comme magasin et comme cellier.
Les quatre angles du quadrilatère sont formés d'un pavillon contenant des chapelles et au centre de chaque aile siège un avant-corps réalisant un pavillon central percé d'une voute. Autour, un chemin permettait la circulation de gardes pour assurer la séparation des patients contagieux et de la population, et quatre bâtiments en équerre, en léger retrait, servaient à l’hébergement du personnel, alors que la chapelle, à l'ouest, était ouverte face à la ville et accessible aux paroissiens du quartier.
En 1866, à la suite du don par Alphonse Devergie d'une collection d'aquarelles portant sur les maladies de la peau, Husson, directeur de l'Assistance publique de Paris, donna l'autorisation de les installer dans la galerie allant de la salle Sainte-Marthe et Saint-Jean à la chapelle. Il s'y ajouta les moulages institués par Lailler, qui firent en grande partie la réputation de l’école de Saint-Louis grâce au talent de Jules Baretta. Et ce fut le mérite de Bourneville, médecin de Bicêtre et conseiller municipal de Paris de concevoir un édifice d'enseignement comportant le « Musée des Moulages », comportant 4 800 pièces et d'une bibliothèque médicale, qui fut inauguré en 1889 à l'occasion de la tenue du « 1er Congrès international de dermatologie ».
Fondée à l'initiative de Lailler, une structure de soin avec une école destinée aux enfants teigneux ouvrit en 1886, afin de leur éviter les longues absences scolaires qu'impliquait cette maladie très contagieuse. En 1894, elle prit le nom d'école Lailler et abrita ensuite le laboratoire confié à Tennesson et Sabouraud.

Autres vues de l'hôpital ancien
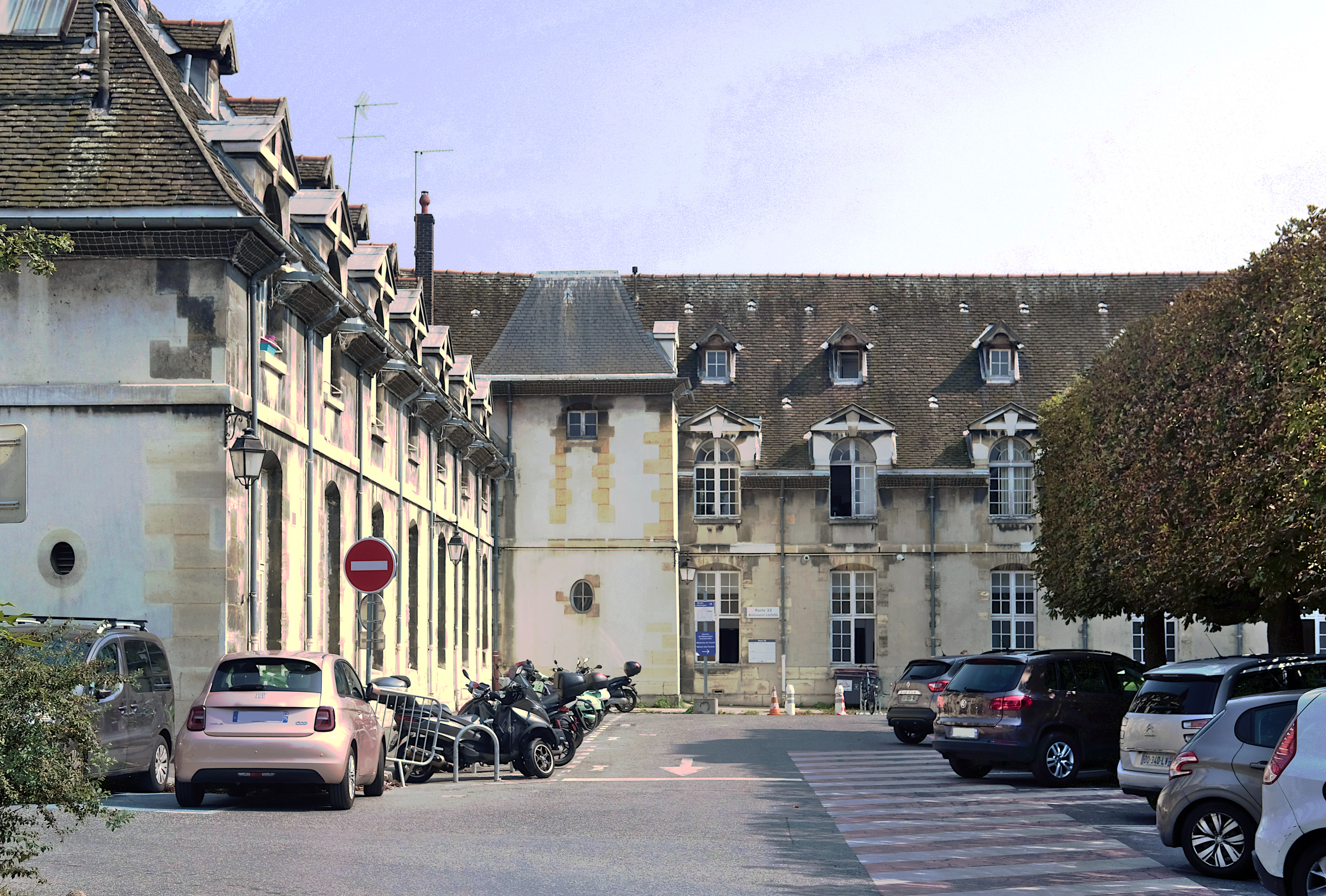
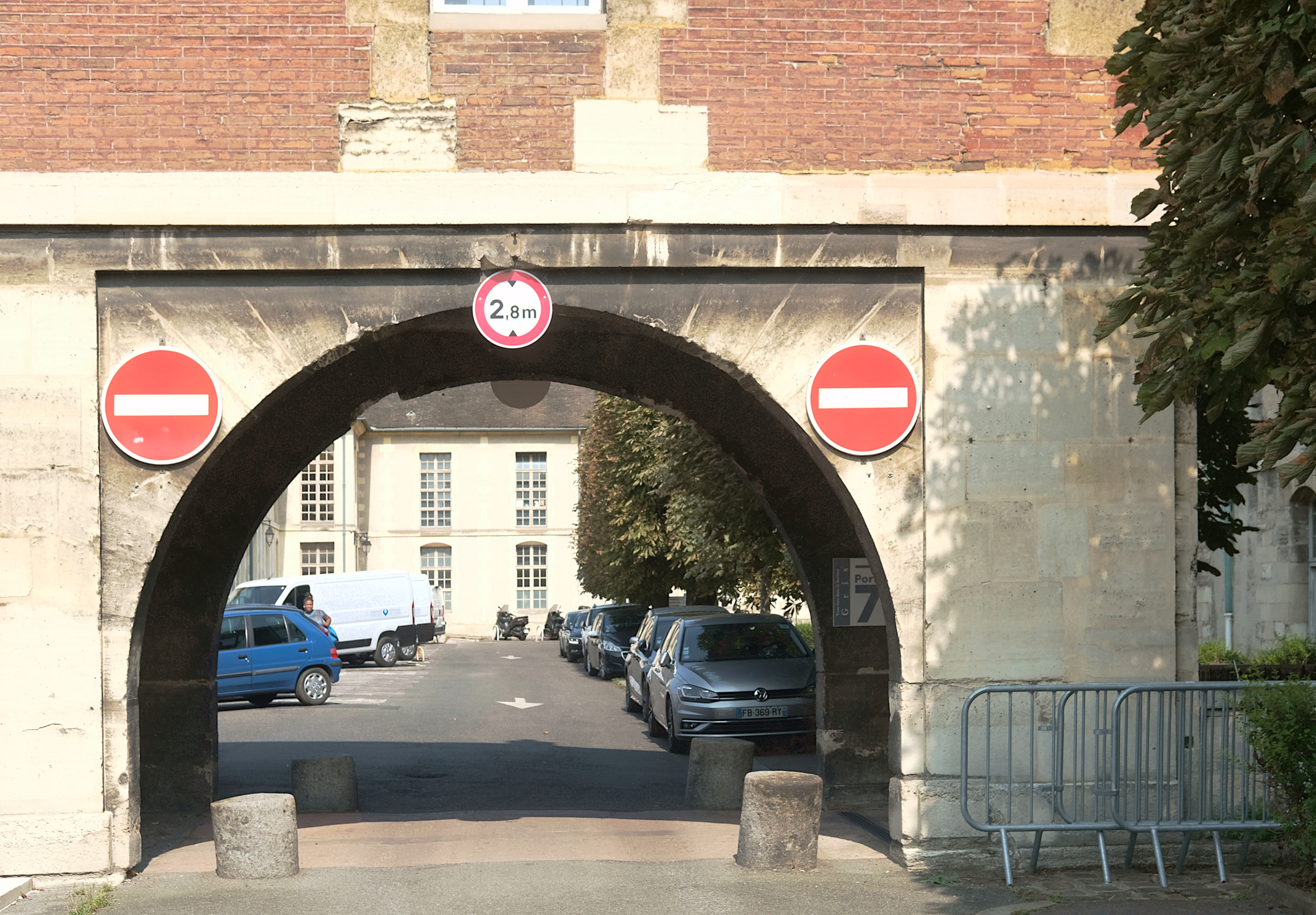
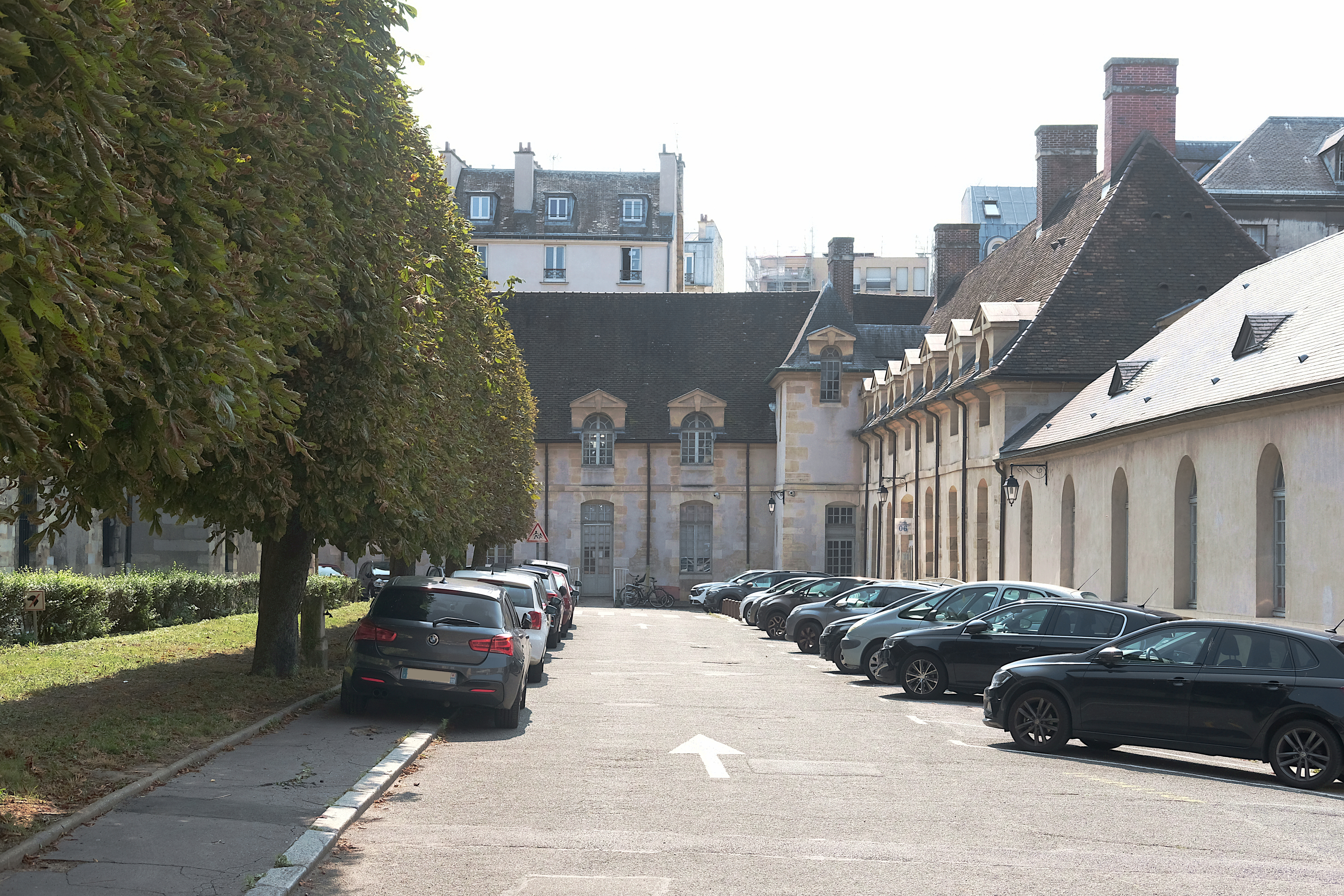

L'hôpital du XIXe siècle était caractérisé dès 1862 par l'existence d'une installation balnéaire, justifiée par les problèmes d'hygiène et surtout le traitement des maladies dermatologiques, mais qui fut aussi largement ouvert sur le quartier avec un bâtiment des « bains externes » édifié en 1816 à l'angle de la rue Bichat et de la Grange-aux-Belles, qui recevait jusqu'à 500 personnes par jour avec des bains simples mais aussi des bains de vapeurs et de fumigations.

## L’architecture de l’hôpital moderne

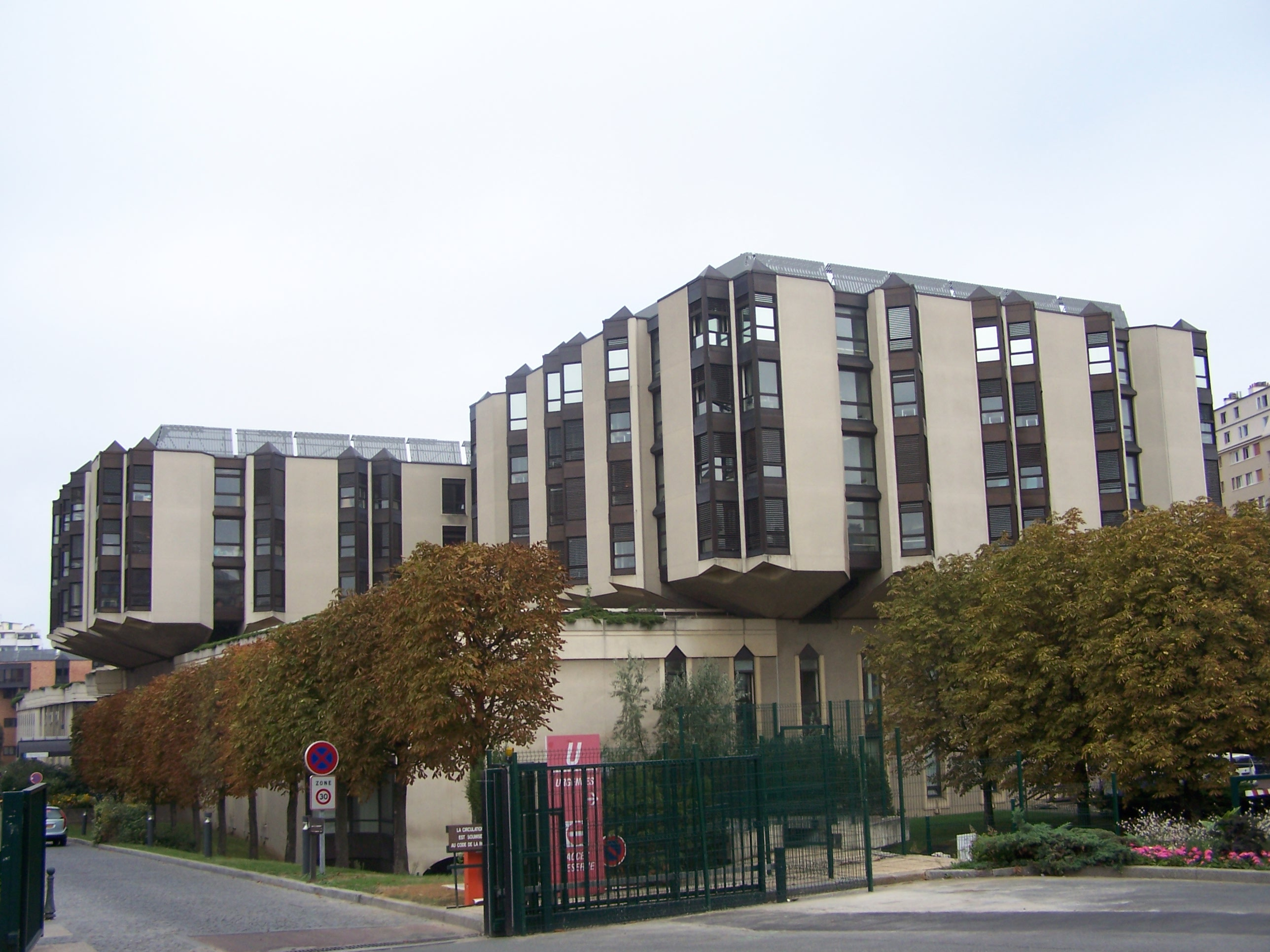
Le nouvel hôpital.

Décidé en 1974, l’hôpital moderne a pour architectes D. Badani et P. Roux-Dorlut. Il fut construit en deux tranches, terminées respectivement en 1984 et 1989. Les soins hospitaliers sont transférés en totalité dans ce nouvel hôpital qui est, pour une partie importante, construit en dessous du niveau des rues environnantes, afin de ne pas écraser le bâtiment historique voisin du vieil hôpital.
En 2012, un nouveau bâtiment a été construit pour créer un nouveau centre de traitement des brûlés où ont été transférés les services des brûlés de l'hôpital Cochin et de l'hôpital Saint-Antoine. L’architecte Jean-Paul Philippon a conçu un bâtiment de 4 660 m2 dans lequel sont regroupés les consultations, les urgences et l’hospitalisation qui dispose de 20 lits.

## Anciens médecins
- Jean-Louis Alibert
- Félix Balzer, dermatologue
- Ernest Bazin, dermatologue
- Jean Bernard, oncohématologue
- Ernest Besnier, dermatologue
- Louis Brocq, dermatologue

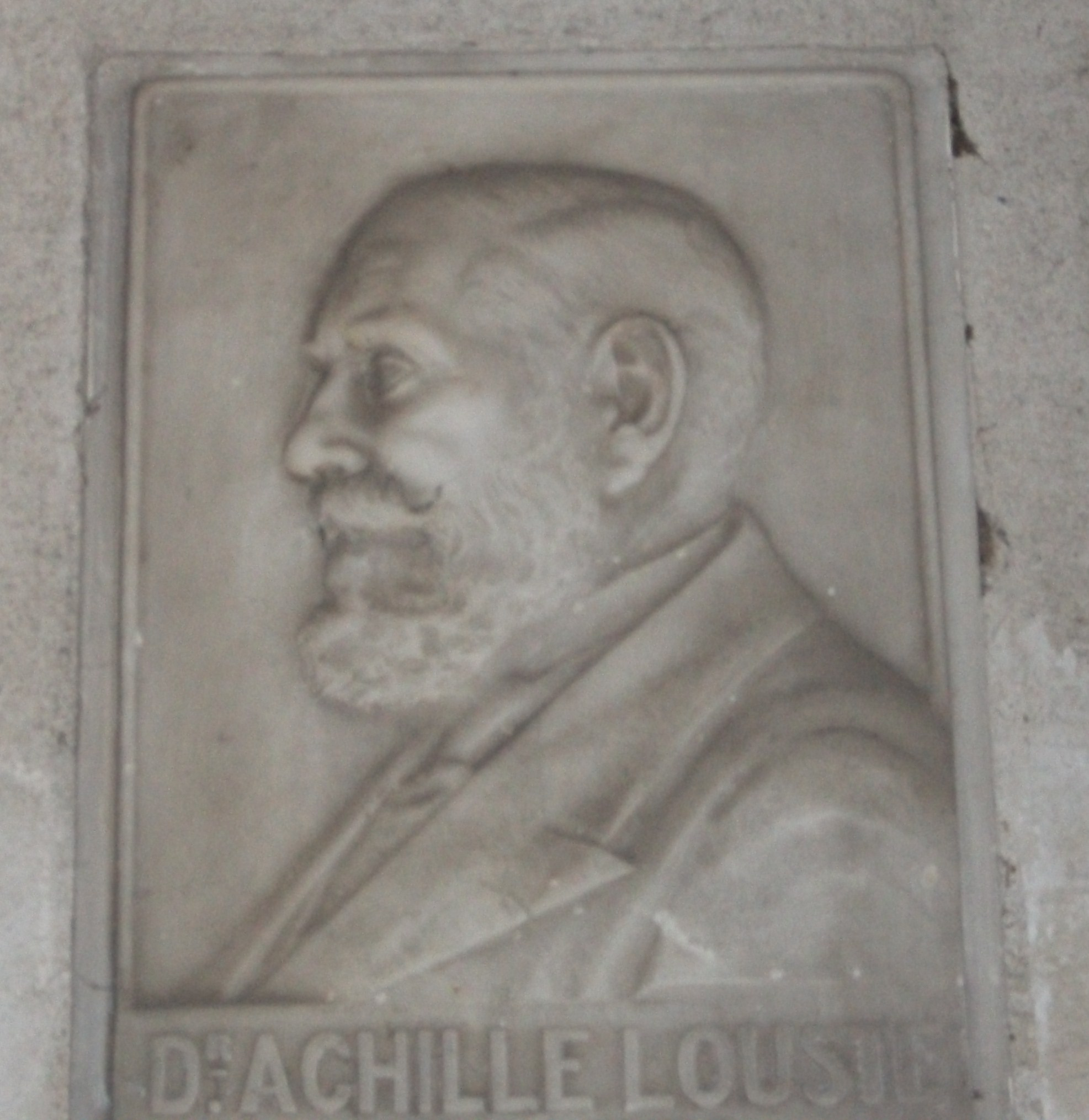
.

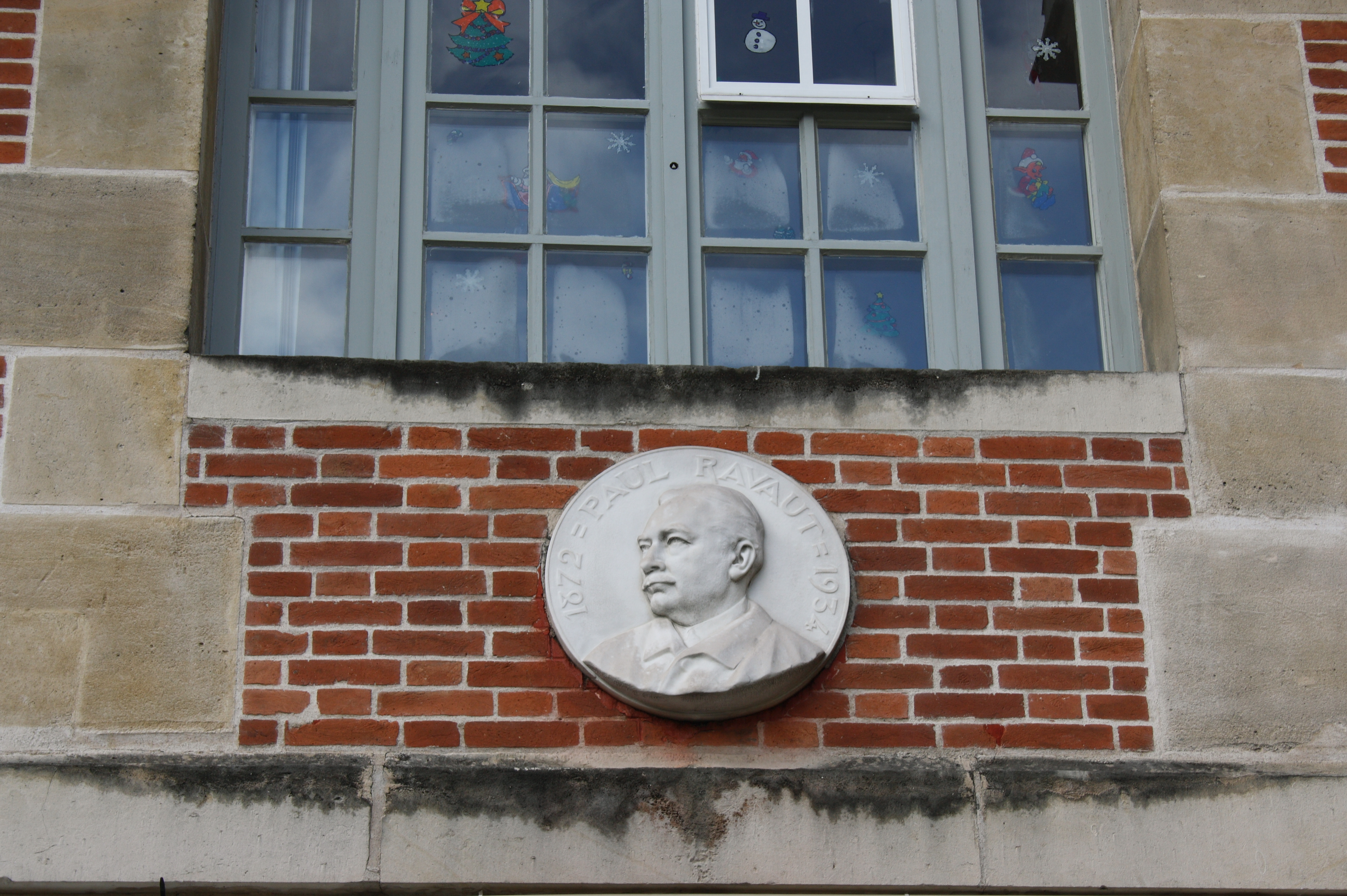
Paul Ravaut.

- Pierre Louis Alphée Cazenave, dermatologue
- Jean-Martin Charcot, neurologue
- Jean Civatte, dermatologue
- Henri-Alexandre Danlos, dermatologue
- Ferdinand-Jean Darier, dermatologue
- Jean Dausset, immunologue
- Robert Degos, dermatologue
- Alphonse Devergie, dermatologue
- Louis Dubertret, dermatologue
- Bernard Duperrat, dermatologue
- Jean-Alfred Fournier, dermatologue
- Camille-Melchior Gibert, dermatologue
- Henri Gougerot, dermatologue
- François Henri Hallopeau, dermatologue
- Édouard Jeanselme, dermatologue
- Achille Louste, dermatologue
- Jean Lugol
- Gaston Auguste Milian, dermatologue
- Suzanne Noël, chirurgienne
- Charles-Eugène Quinquaud, dermatologue
- Albert Sézary, dermatologue
- Albert Touraine, dermatologue
- René Touraine, dermatologue
- Arnault Tzanck, dermatologue
- Émile Vidal, dermatologue
- Louis Frédéric Wickham, dermatologue